# Olios erraticus
Olios erraticus är en spindelart som beskrevs av Fage 1926. Olios erraticus ingår i släktet Olios och familjen jättekrabbspindlar.
Artens utbredningsområde är Madagaskar. Inga underarter finns listade i Catalogue of Life.